# Dinocèfals
Els dinocèfals (Dinocephalia) constitueixen un clade de grans teràpsids primitius que van prosperar durant el Permià mitjà, però que s'extingiren sense deixar descendents.

## Taxonomia

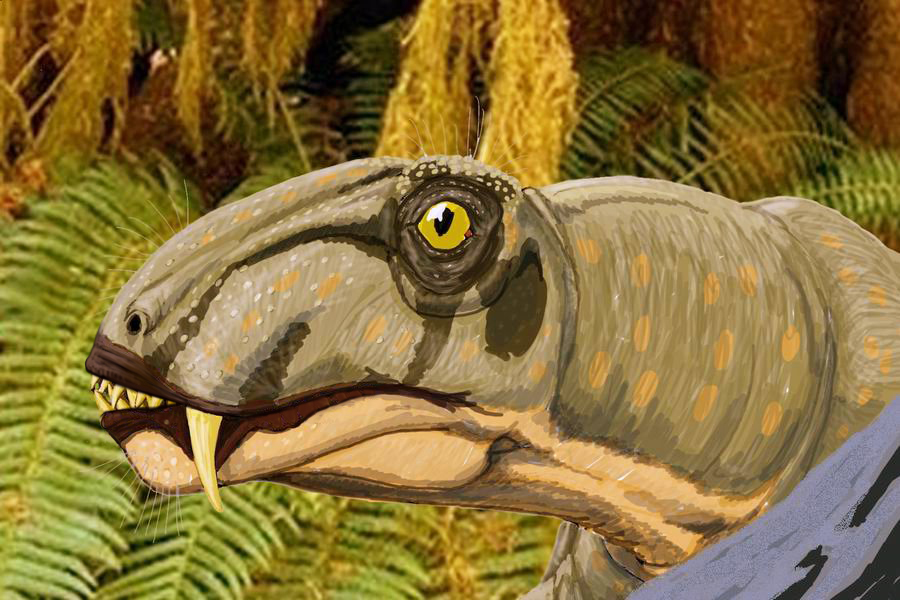
Cap de Sinophoneus

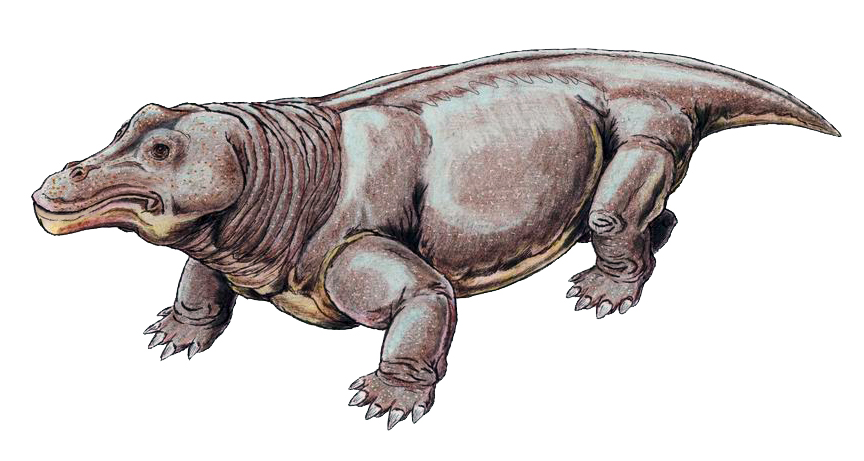
Struthiocephalus

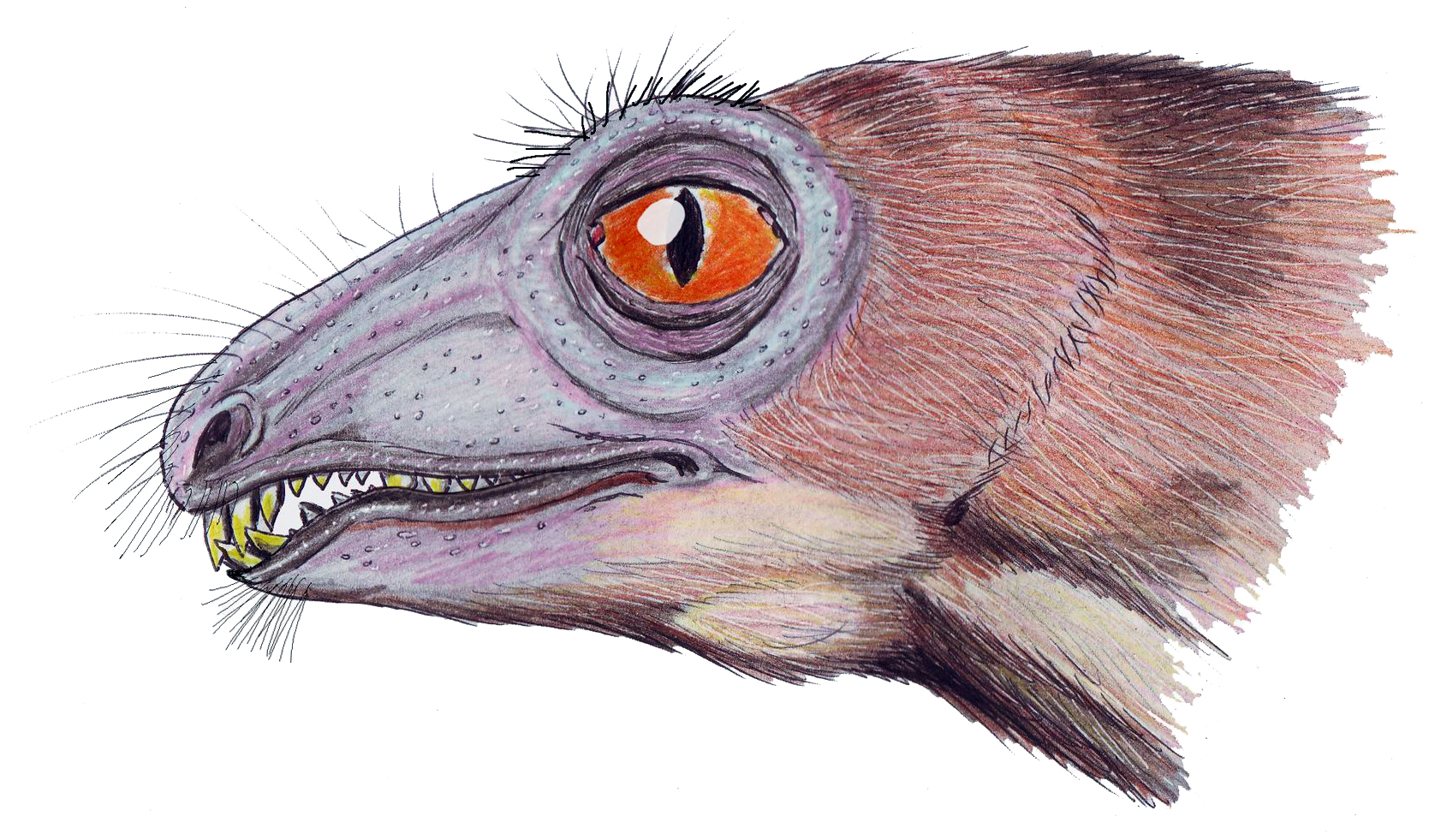
Niaftasuchus

Recentment s'ha realitzat poca recerca respecte a les relacions entre els dinocèfals. La classificació que segueix s'hauria de prendre com a provisional.
- CLASSE SYNAPSIDA
  - Ordre THERAPSIDA
    - Subordre DINOCEPHALIA
      - ? Rhopalodon
      - ? Família Phreatosuchidae
        - Phreatosuchus
        - Phreatosaurus

      - Família Estemmenosuchidae
        - Estemmenosuchus

      - Sinophoneus
      - Superfamília Microuranioidea
        - Superfamília Microuraniidae
          - Microurania

      - Anteosauria
        - Família Brithopodidae / Anteosauridae
          - Archaeosyodon
          - Brithopus
          - Família Syodontidae
            - Syodon
            - Australosyodon

          - Deuterosaurus
          - Titanophoneus
          - Subfamília Anteosaurinae (o tribu Anteosaurini)
            - Anteosaurus
            - Doliosauriscus

      - Tapinocephalia
        - Styracocephalus
        - Família Titanosuchidae
          - Titanosuchus
          - Jonkeria

        - Família Tapinocephalidae
          - Tapinocanius
          - Ulemosaurus
          - Moschops
          - Struthiocephalus
          - Tapinocephalus